# Salvatore Deidda (politico)
Salvatore Deidda, detto Sasso (Cagliari, 7 ottobre 1976), è un politico italiano, dal 23 marzo 2018 deputato alla Camera per Fratelli d'Italia, di cui è stato coordinatore regionale in Sardegna e, dal 9 novembre 2022, presidente della 9ª Commissione Trasporti, poste e telecomunicazioni della Camera.

## Biografia
Nato a Cagliari, dove consegue il diploma di perito agrario all'istituto tecnico agrario "Duca degli Abruzzi" nel 1995, proveniente da una famiglia democristiana, all'età di quindici anni s'iscrisse alla sezione cagliaritana del Fronte della Gioventù (FdG), l'organizzazione giovanile del Movimento Sociale Italiano (MSI), dov'è Rappresentante di classe e d'Istituto e che, con la confluenza del MSI in Alleanza Nazionale (AN) con la svolta di Fiuggi di Gianfranco Fini, confluisce in Azione Giovani, la nuova organizzazione giovanile di AN.
Negli anni di Alleanza Nazionale è stato consigliere di circoscrizione della circoscrizione comunale Sant'Avendrace di Cagliari, presidente del circolo "Caravella" di Cagliari e commissario provinciale.
Nel 2009 aderisce alla confluenza di AN nel Popolo delle libertà (PdL), dove nel 2012 viene eletto vice-coordinatore cittadino.
A dicembre 2012 partecipa alla scissione del PdL guidata da Giorgia Meloni, Ignazio La Russa e Guido Crosetto che porta alla fondazione di Fratelli d'Italia (FdI), di cui diventa coordinatore regionale in Sardegna.
Alle elezioni europee del 2014 vien candidato al Parlamento europeo, tra le liste di FdI nella circoscrizione Italia insulare, ottenendo 5.791 preferenze ma, per via del mancato quorum, risultando non eletto.
Alle elezioni politiche del 2018 viene candidato alla Camera dei deputati, tra le liste di Fratelli d'Italia nel collegio plurinominale Sardegna - 01, risultando eletto per la prima volta deputato. Nella XVIII legislatura della Repubblica è stato componente e capogruppo di FdI nella 4ª Commissione Difesa, oltre a far parte della Commissione parlamentare d'inchiesta sulle cause del disastro della nave "Moby Prince". In questa legislatura ha visto approvata la proposta di legge, all’interno di un testo unico della 4ª Commissione Difesa, che rinvia di 9 anni i tagli al personale militare previsto dalla legge 244 del 2012.
Viene approvata la Risoluzione, nella 4ª Commissione Difesa, che darà il via alla costituzione del Reggimento Logistico della Brigata Sassari, effettivamente aperto il 1 Novembre 2019, presso la Caserma Mereu, a Cagliari.
Alle elezioni politiche anticipate del 2022 viene ricandidato alla Camera dei deputati, come capolista di Fratelli d'Italia nel collegio plurinominale Sardegna - 01, venendo rieletto deputato. Nella XIX legislatura è presidente della 9ª Commissione Trasporti, poste e telecomunicazioni della Camera.
In questa legislatura sono state approvate due proposte di legge, assorbite da testi sull’identico argomento: Ripristino della festività nazionale del 4 novembre quale Giornata dell’unità nazionale e delle Forze armate"
Modifiche all’articolo 198-bis del codice della strada, di cui al decreto legislativo 30 aprile 1992, n. 285, in materia di illeciti reiterati e relative sanzioni"
Alle elezioni europee del 2024 viene candidato al Parlamento europeo, tra le liste di Fratelli d'Italia nella circoscrizione Italia insulare, raccogliendo 29.518 preferenze ma risultando tuttavia non eletto.
Ha votato a favore per l'attuazione dell'autonomia differenziata (DDL n. 1665).